# Galaxy 3C
Galaxy 3C ist ein Rundfunksatellit des Satellitenbetreibers Intelsat aus der Galaxy-Flotte.

## Technische Daten
Im August 1997 bestellte PanAmSat bei Boeing Satellite Systems einen Kommunikationssatelliten für ihre Flotte. Boeing baute Galaxy 3C auf Basis ihres Satellitenbusses der 702-Serie. Er besitzt insgesamt 77 Transponder und eine geplante Lebensdauer von 15 Jahren. Er ist dreiachsenstabilisiert, wiegt ungefähr 3,6 Tonnen und wird durch Solarmodule und Batterien mit Strom versorgt.

## Missionsverlauf
Die Firma Sea Launch war für den Transport des Satelliten ins All verantwortlich: Am 15. Juni 2002 brachte ihn eine Zenit-3-Trägerrakete von der Startplattform Odyssey aus in einen geostationären Transferorbit. Von dort aus erreicht er seine geostationäre Position bei 58° West durch Zünden seines Haupttriebwerks. Im Jahr 2006 übernahm Intelsat PanAmSat und seine Satelliten. Heute ist Galaxy 3C bei 95° West stationiert.

## Empfang
Der Satellit kann in Nord- und Südamerika, der Karibik sowie Europa empfangen werden. Die Übertragung erfolgt im C- und Ku-Band.